# 孟家屯站
孟家屯站是位于吉林省长春市朝阳区的一个轻轨车站，属于长春轨道交通3号线。

## 车站构造
两个侧式月台，为高架车站。

## 历史
- 2002年10月30日 - 开通使用。
- 2019年5月30日 - 由南湖大路站更名为孟家屯站[1]。

## 车站周边
- 长春南站
- 欧亚卖场

1. ↑  . 长春晚报. 2019-05-27  [2020-06-26]. （原始内容存档于2020-06-26）.